# Аврора (волейбольный клуб)
«Авро́ра» (1946 — УСК, 1948—1950 — ЛГУ, 1947 и 1953—1969 — «Даугава») — советский и латвийский женский волейбольный клуб из Риги.

## Достижения
- Бронзовый призёр чемпионата СССР 1960.
- Двукратный чемпион Латвии — 1992, 1993.
- Трёхкратный победитель Top Volley International — 1991—1993.

## История
В 1946 году в чемпионате СССР впервые приняла участие женская волейбольная команда из Латвии — рижский УСК (Университетский спортивный клуб). Дебют не вышел удачным — только 14-е место из 18 команд. И в последующие три сезона клуб из Риги («Даугава» в 1947 и команда Латвийского государственного университета (ЛГУ) в 1948—1950) лишь раз (в 1950-м) смог попасть в первую десятку по итогам союзных первенств.
В чемпионатах СССР 1951 и 1952 годов Латвийская ССР была представлена своей сборной, а не клубной командой. В 1953 в союзном первенстве вновь принимает участие рижская «Даугава» и занимает высокое 4-е место, уступив лишь признанным лидерам советского женского волейбола — московским «Динамо» и «Локомотиву» и только по соотношению партий ленинградскому «Медику».
На протяжении второй половины 1950-х годов «Даугава» являлась одной из сильнейших команд СССР. В 1958 году рижанки вновь стали четвёртыми по итогам чемпионата страны, в 1959 под флагом сборной Латвийской ССР — бронзовыми призёрами союзного первенства и Спартакиады народов СССР, а в 1960 — бронзовыми призёрами чемпионата СССР уже как «Даугава». К эти успехам латвийскую команду привёл тренер Леопольд Ковалс. В сборную СССР тех лет регулярно входили волейболистки «Даугавы» — М.Саксе (Хехта), В.Варкевич, А.Вилциня, С.Плисмане.
В 1960-е годы с уходом выдающихся волейболисток прежнего поколения результаты «Даугавы» пошли на спад. В чемпионате СССР 1968 рижская команда заняла лишь предпоследнее 11-е место и, уступив в переходном турнире своим соперникам, покинула 1-ю группу.
Возвратиться уже в высшую лигу «Авроре» (так стала называться команда с 1970 года) удалось лишь в 1974 году, заняв 2-е место в 1-й лиге и обыграв в переходных матчах ташкентский «Автомобилист». Но и в дальнейших первенствах СССР рижские волейболистки не блистали, занимая в лучшем случае места в середине турнирной таблицы, а большей частью балансируя между высшей и 1-й лигами.
После начала проведения независимого чемпионата Латвии «Аврора» выиграла два первых первенства (1992 и 1993), после чего клуб прекратил своё существование.

## Волейболистки клуба в сборной СССР
В составе сборной СССР в официальных соревнованиях выступало 11 волейболисток рижской «Даугавы» и «Авроры»:
- Миньона Хехта (Саксе) — чемпионка мира 1952, чемпионка Европы 1958, серебряный призёр европейского первенства 1955;
- Валентина Варкевич — двукратная чемпионка мира (1956, 1960), чемпионка Европы 1958;
- Анна Вилциня — чемпионка Европы 1958;
- Скайдрите Плисмане — чемпионка мира 1960, серебряный призёр мирового первенства 1962;
- Астра Билтауэр — серебряный призёр Олимпийских игр 1964;
- Татьяна Вейнберга — Олимпийская чемпионка 1968;
- Илонда Межиня — серебряный призёр чемпионата мира 1974;
- Мудите Стурмане — чемпионка Европы 1977, бронзовый призёр чемпионата мира 1978;
- Анита Гилинская — бронзовый призёр Кубка мира 1981;
- Весма Айстере — серебряный призёр чемпионата Европы 1983, серебряный призёр турнира «Дружба-84», участница чемпионата мира 1982;
- Ванда Раткевич — участница розыгрыша Кубка мира 1977.